# 东南大学机械工程学院
东南大学机械工程学院的前身是创办于1916年的南京高等师范学校工艺专修科，后历经国立东南大学工科机械预科、国立中央大学工学院机械工程系、国立南京大学工学院机械工程系，1952年更名为南京工学院机械工程系，1988年更名为东南大学机械工程系，2006年成立为东南大学机械工程学院，是东南大学历史最悠久的院系。现拥有机械工程一级学科博士授予权并设博士后流动站。

## 专业设置
- 机械制造及其自动化，为国家重点（培育）学科
- 机械电子工程
- 机械设计及理论
- 车辆工程
- 工业设计
- 制造业工业工程

## 研究机构
- 江苏省微纳生物医疗器械设计与制造重点实验室
- 新型光源技术与装备教育部工程研究中心
- 江苏省电磁兼容测试平台（牵头单位）
- 江苏省数控机床工程中心
- 江苏省纺织机械工程中心
- 江苏省板材加工工程中心
- 机电综合工程训练中心(国家级实验教学示范中心)
- 空天机械动力学研究所

## 知名校友
- 钱锺韩，1944年起任中央大学、南京大学、南京工学院机械系教授，中国科学院学部委员
- 周仁，江南高等学堂1910年毕业，中国科学院学部委员
- 柏实义，中央大学机械特别班1937年毕业，台湾中央研究院院士
- 陈学俊，中央大学机械系1939年毕业，中国科学院学部委员
- 曾德超，中央大学机械系1942年毕业，中国工程院院士
- 杨立铭，中央大学机械系1942年毕业，中国科学院学部委员
- 颜鸣皋，中央大学机械系1942年毕业，中国科学院学部委员
- 赵仁铠，中央大学机械系1946年毕业，中国科学院学部委员、中国工程院院士
- 王国金，中央大学机械系1947年毕业，美国国家工程院院士
- 童秉纲，南京大学机械系1950年毕业，中国科学院院士
- 丁衡高，南京大学机械系1952年毕业，中国工程院院士
- 冯青，南京工学院机械系1982年毕业，Alfred Noble Prize
- 金炯华，南京工学院机械系1984年学士、1987年硕士，美国青年科学家与工程师总统奖